# 绥语
绥语是柬埔寨磅士卑省和菩萨省一种濒危比尔语支语言，使用者主要是老年人，且人数正在减少。